# Gepersonaliseerd adverteren
Gepersonaliseerd adverteren is een vorm van adverteren waarbij advertenties worden geplaatst die specifiek gericht zijn op consumenten, gebaseerd op kenmerken gerelateerd aan die consumenten, zoals demografie, koopgewoontes, of waargenomen gedrag. Voor deze vorm van adverteren kunnen verschillende media worden gebruikt zoals televisie, radio, gedrukte media of internet.

## Internet
Online gepersonaliseerd adverteren is een vorm van online adverteren waarbij de inhoud van de getoonde reclame op de (vermeende) interesses van de gebruiker gericht is, afgeleid uit het surfgedrag.
Op basis van informatie die mensen op internet achterlaten kunnen advertenties heel specifiek gericht worden, afhankelijk van hoeveel informatie beschikbaar is over de persoon of doelgroep, zoals geslacht, ras, leeftijd, al of niet gehandicapt zijn, mobiliteit, woonsituatie (eigen huis of huren), baan, inkomen en waar iemand woont of is.
Voordelen van deze vorm van adverteren zijn allereerst voor het bedrijf dat de informatie (het 'internetprofiel') verzamelt, want daardoor kan er meer geld voor een advertentie gevraagd worden. Voor de adverteerder is er het voordeel dat de advertentie specifiek gericht is en daardoor veel efficiënter. Voor degene die de advertentie ontvangt is er het voordeel dat er meer zinvolle informatie wordt verkregen. Nadelen liggen in de sfeer van privacy voor de ontvanger van de reclame. Dat kan variëren van bepaalde informatie niet ontvangen - bijvoorbeeld omdat de persoon woont in een postcodegebied waar alleen maar arme mensen wonen - tot het ontvangen van reclame die gezien het internetprofiel misschien zinvol lijkt, maar waar de gebruiker absoluut geen behoefte aan heeft.
Een voorbeeld van gepersonaliseerd adverteren is AdWords van Google. Het laat bedrijven toe reclame te maken op de Google-websites gebaseerd op zoekwoorden gedefinieerd door de adverteerder.
Een ander voorbeeld is te zien bij een bezoek aan een website die online boeken verkoopt. Na keuze van een boek komt er meteen ook reclame voor boeken die andere mensen die dat boek hebben gekocht ook hebben gekocht.

## Privacy
- Gepersonaliseerd adverteren kan ook vragen oproepen ten aanzien van de privacy. Zo plaatst Google advertenties die gebaseerd zijn op trefwoorden die voorkomen in e-mails die zijn opgeslagen via Gmail (de emailprovider van Google)[1].
- In het Facebook helpcentrum wordt onder de kop "Advertenties: Opties voor doelgroepen" uitgelegd hoe het gaat bij de opties op basis van locatie, op basis van leeftijd en geboortedatum, op basis van interesses, op basis van opleiding en op basis van connecties (bijvoorbeeld gebruikers die al fan zijn van je pagina)[2].
- Met tracing cookies wordt het websurfgedrag verzameld voor gedragsgestuurd adverteren. Dat houdt in: informatie over bezochte sites zoals online winkels en zoekgedrag. Cookies kwamen in opspraak toen een internetadvertentiebureau (DoubleClick), een bedrijf overnam met een grote klantendatabase. DoubleClick wilde de naamgegevens koppelen aan de profielen van surfers en was van plan deze gegevens te verkopen. Onder druk van verschillende privacy-organisaties heeft DoubleClick de gegevens uiteindelijk niet verkocht.
- Smartphones kunnen ook worden gebruikt voor gepersonaliseerd adverteren omdat de locatie van de Smartphone bekend is als die aan staat. Mogelijkheden tot misbruik zijn er ook zoals het doorgeven van het telefoonnummer van de eigenaar naar elke website die via het mobiele netwerk bezocht wordt. Dat kan dan gebruikt worden om sms-spam te sturen[3].
- Als op basis van het internetprofiel blijkt dat geld voor een klant geen doorslaggevende rol speelt, kan een ticketsite ervoor kiezen de goedkoopste vluchten niet te laten zien, terwijl de klant dat niet doorheeft. Dat is niet verboden.[4]